# André Hazes

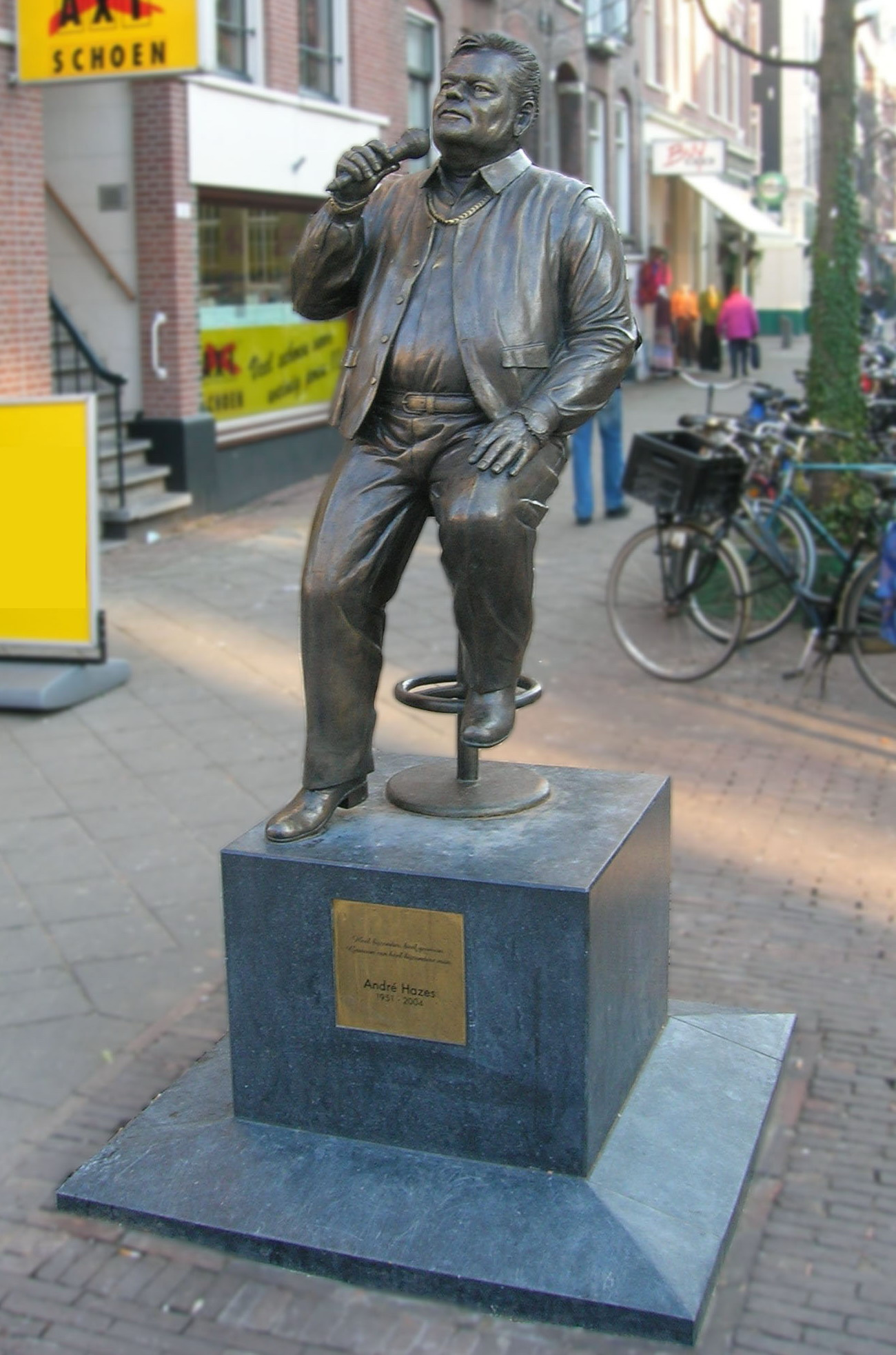
Pomnik Andre Hazesa w Amsterdamie

André Hazes (ur. 30 czerwca 1951, zm. 23 września 2004) – holenderski piosenkarz śpiewający piosenki z charakterystycznego dla Holandii gatunku Levenslied (piosenki o życiu) Był jednym z najbardziej uznanych przedstawicieli tego gatunku. Nagrał 31 albumów i 54 utwory.

## Twórczość
Utwory Hazesa są w Polsce słabo znane ze względu na niewielką popularność języka holenderskiego wśród Polaków, jednak ze względu na prosty język mogą być zrozumiałe dla osób znających blisko spokrewnione z holenderskim języki (m.in. angielski i niemiecki). Piosenki artysty opowiadają głównie o życiu rodzinnym, także o relacjach partnerskich, rzadziej o rozrywce i biesiadzie.

## Wybrane utwory
Poniżej przedstawiono tytuły popularnych utworów wraz z ich tłumaczeniem na język polski
- Een beetje verliefd (Troszkę zakochany).
- Dee vlieger (Latawiec) – utwór opowiada o dziecku wysyłającym latawcem list do swojej zmarłej matki
- Voor mij geen slingers aan de wand (Dla mnie nie ma girlandy na ścianie) – piosenka chłopaka czekającego w restauracji na dziewczynę, która nie przychodzi
- Waarom (Dlaczego)
- Zo heb ik het nooit bedoelt (Nigdy tak nie przypuszczałem) – piosenka opowiadająca o zdradzie
- Met Kerst ben ik alleen (W boże narodzenie jestem sam) – utwór będący coverem piosenki The day before you came w wykonaniu ABBY
- Bloed, zweet, tranen (Krew, pot, łzy) – piosenka opowiadająca o błędach popełnionych w przeszłości
- Het is koud zonder jou (Zimno bez ciebie) – kolejna piosenka miłosna
- Laatste Ronde (Ostatnie okrążenie), znana również jako Hoogste tijd (Najwyższy czas) – piosenka opowiadająca o życiu rozrywkowym Holendrów. Fabuła piosenki osadzona jest na statku wycieczkowym, bardzo popularnym w Holandii.
- Diep in mijn hart (W głębi mego serca) – piosenka o związku bez szans na powodzenie z racji dużej różnicy wieku pomiędzy kochankami. Pod koniec piosenki występuje dedykacja życzenia szczęścia u boku innego mężczyzny